# Goosnargh
Goosnargh – wieś w Anglii, w hrabstwie Lancashire, w dystrykcie Preston. Leży 50 km na północny zachód od miasta Manchester i 310 km na północny zachód od Londynu. W 2001 miejscowość liczyła 1204 mieszkańców.